# Merops variegatus
Merops variegatus е вид птица от семейство Meropidae.

## Разпространение
Видът е разпространен в Ангола, Бурунди, Габон, Екваториална Гвинея, Замбия, Камерун, Република Конго, Демократична република Конго, Кения, Нигерия, Руанда, Танзания, Уганда и Централноафриканската република.